# ابن الفوني
أبو حفص عمر بن الحسن بن الفوني، ذكره العماد الكاتب في جريدة القصر وجريدة العصر، فقال فيه: لغوي شاعر كاتب منجم مهندس، وأورد شيئًا من شعره. ولا يخفى أنّ العماد ترجم في هذا الكتاب أعيان عصره، فالمترجم على هذا من مهندسي القرن السادس.